# Nicolas Tenzer
Nicolas Tenzer, né le 25 février 1961, est un philosophe politique, essayiste, enseignant universitaire et haut fonctionnaire français. 

## Biographie

### Jeunesse et études
Il est le fils de Martha Tenzer, résistante, déportée à Ravensbrück et diplomate belge.
Nicolas Tenzer fait ses études à l'École normale supérieure (L1980), à Sciences-Po Paris (1982, section Service Public) et à l'École nationale d'administration (1984-1986).  
Il est titulaire d'une maîtrise d'histoire « Le Trésor public en crise (1936-1939) » obtenue en 1982 à l'université de Nanterre.  

### Parcours professionnel
Il est affecté, à l'issue de sa scolarité à l'ENA, à la Caisse des dépôts et consignations (CDC). 
Enseignant en philosophie politique à Sciences-Po de 1986 à 2004, il y enseigne à nouveau depuis 2014, au sein de la Paris School of International Affairs.
Il est successivement membre du cabinet du ministre de l'Économie et des Finances (1987-1988)[réf. nécessaire], rapporteur à la Cour des comptes (1991-1993), chef de service au Commissariat général du Plan (1994-2002), et responsable d’une mission interministérielle sur l’expertise internationale (2007-2008).
Il préside d'avril 2009 à janvier 2015 l’Initiative pour le développement de l’expertise française à l’international et en Europe (IDEFIE), dont il est membre fondateur puis président d'honneur jusqu'à la dissolution de l'association en décembre 2023.
Il est entre décembre 2010 et le 13 octobre 2015 membre du directoire de l'Institut Aspen France, dont il assure successivement les fonctions de trésorier et de président.
Il est actuellement président fondateur du Centre d’étude et de réflexion pour l’action politique (CERAP), dont il a été directeur de la publication et de la rédaction de la revue, Le Banquet , de 1992 à 2015, date à laquelle la revue a cessé de paraître.
De 2021 à 2023, il est directeur de la publication de Desk Russie, une lettre d'information créée en 2021 sur la Russie et les pays issus de l’ex-URSS.
En 2022, il rejoint le CEPA (Center for European Policy Analysis) (ro), un institut de recherche pro-OTAN à but non lucratif et non partisan créé en 2005 à Washington, consacré à promouvoir des liens étroits et durables entre l'Europe et les États-Unis.
En 2025, il rejoint le board consultatif du think tank français Euro Créative, spécialisé sur l'Europe centrale et orientale.

### Décorations
- Chevalier de la Légion d'honneur (2010)[14]
- Chevalier de l'ordre des Arts et des Lettres (2006)[15]

## Prises de position
Cette section ne s'appuie pas, ou pas assez, sur des sources secondaires ou tertiaires indépendantes du sujet. Le texte peut contenir des analyses inexactes ou inédites de sources primaires.
Pour l'améliorer, ajoutez-en, ou placez des modèles {{Source secondaire souhaitée}} ou {{Source secondaire nécessaire}} sur les passages mal sourcés. (avril 2024)
Dans le cadre de la guerre civile syrienne, il considère que le gouvernement de Bachar el-Assad et ses alliés russes mènent « une guerre d'extermination » montrant « une volonté de tuer tout le monde. De tuer tout ce qui peut être tué ». Il estime que le gouvernement américain n'aurait jamais dû s'engager dans des discussions bilatérales avec la Russie car « concrètement, chaque seconde, chaque minute, chaque mois qui passe, ce sont des milliers voire des centaines de milliers de morts ». Pour cette raison, il affirme que la seule solution n'est pas d'armer les rebelles mais d'empêcher que les avions russes et syriens survolent les villes. « C'est d'empêcher qu'ils puissent décoller et, donc, prendre le risque d'une confrontation avec la Russie ».
Fervent défenseur de l'action de l'OTAN dans le monde, il considère que « l'OTAN n'a jamais agressé personne ».
Lors de l'invasion de l'Ukraine par la Russie, il prend position en faveur d'un soutien massif à l'Ukraine et regrette la faiblesse des démocraties occidentales envers le régime de Vladimir Poutine, ainsi que le manque de prise en compte de la menace représentée par la Russie.

## Publications
- La Région en quête d'avenir (La Documentation française, 1986)
- La Société dépolitisée (PUF, 1990)[19]
- La Politique (PUF, Que sais-je ?, 1991)
- La République (PUF, Que sais-je ?, 1993)
- Philosophie politique (PUF, 1994, 2e éd., 1998)
- Histoire des doctrines politiques en France (PUF, Que sais-je ?, 1996)
- Le Tombeau de Machiavel. De la corruption intellectuelle de la politique (Flammarion, 1997)
- La Face cachée du gaullisme. De Gaulle ou l’introuvable tradition politique (Hachette littératures, 1998)[20], [21]
- Les Valeurs des Modernes. Réflexions sur l’écroulement politique du nouveau siècle (Flammarion, 2003)
- France : la réforme impossible ? (Flammarion, 2004)
- Pour une nouvelle philosophie politique (PUF, 2007)
- Quand la France disparaît du monde (Grasset, 2008, 3e éd. 2010)[22]
- Le Monde à l'horizon 2030. La règle et le désordre (Perrin, 2011)
- La Fin du malheur français (Stock, 2011)
- La France a besoin des autres (Plon, 2012)
- Notre guerre. Le crime et l'oubli : pour une pensée stratégique (L'Observatoire, 2024)
- Fin de la politique des grandes puissances. Petits et moyens Etats à la conquête du monde (L'Observatoire, 2025).

### Postface
- « Double nation ou nation impossible ? », pour Qu'est-ce qu'une nation ? d'Ernest Renan (Mille et une Nuits, 1997)

### Direction d’ouvrage
- Pour le CERAP[23], Un projet éducatif pour la France (PUF, 1989)

### Collaborations
- Avec Frank Magnard
  - La Crise africaine : quelle politique de coopération pour la France ? (PUF, 1988)[24]
  - Spermatozoïde hors la loi. De la bioéthique à la biopolitique (Calmann-Lévy, 1991)
- Avec Rodolphe Delacroix, Les Élites et la fin de la démocratie française (PUF, 1992 ; 2e éd., 2015)
- Avec Monique Canto-Sperber, Faut-il sauver le libéralisme ? (Grasset, 2006)
- Avec Michel de Fabiani, De l’esprit de décision… pour sortir de l’approximation politique (Gualino, 2006)
- (en) Avec Ramin Jahanbegloo, Resisting Despair in Confrontational Times (Har-Anand Publications, 2019)